# Marek Sowa
Marek Jan Sowa (ur. 4 lutego 1967 w Libiążu) – polski samorządowiec i polityk, w latach 2006–2010 członek zarządu województwa, następnie do 2015 marszałek województwa małopolskiego, poseł na Sejm VIII, IX i X kadencji.

## Życiorys
Ukończył Liceum Zawodowe w Oświęcimiu, w 1996 studia licencjackie z zarządzania w Wyższej Szkole Przedsiębiorczości i Marketingu w Chrzanowie, a w 2002 studia magisterskie w Akademii Górniczo-Hutniczej w Krakowie.
Na początku lat 90. pracował przez półtora roku w branży handlowej w Finlandii, następnie prowadził działalność gospodarczą w Polsce. W latach 1994–1998 był sołtysem wsi Bobrek w województwie bielskim. Następnie został przewodniczącym rady sołeckiej w tej samej miejscowości, należącej już do województwa małopolskiego, funkcję tę pełnił do 2003. Jednocześnie w latach 1994–2002 był radnym w Chełmku, gdzie latach 1994–1998 wchodził w skład zarządu miasta. Od 1999 pracował w Urzędzie Marszałkowskim Województwa Małopolskiego, zajmował się m.in. przygotowaniem i realizacją Oświęcimskiego Strategicznego Programu Rządowego.
Jako członek Ruchu Stu w 1997 bez powodzenia kandydował do Sejmu z listy Akcji Wyborczej Solidarność. Wraz z Pawłem Grasiem przeszedł później z Ruchu Stu do Stronnictwa Konserwatywno-Ludowego. W 2005 wstąpił do Platformy Obywatelskiej. W wyborach w 2006 uzyskał mandat radnego sejmiku małopolskiego. W 2007 został pełnomocnikiem ds. funduszy pomocowych i rozwoju gminy w administracji Chrzanowie. W tym samym roku, po zmianie koalicji rządzącej województwem, został powołany w skład zarządu województwa małopolskiego. W 2008 wybrano go na przewodniczącego jednej z komisji przy Związku Województw RP. W 2010 uzyskał reelekcję do sejmiku.
2 grudnia 2010 został wybrany na urząd marszałka województwa. W 2014 ponownie uzyskał mandat radnego sejmiku, 29 listopada tegoż roku po raz drugi objął stanowisko marszałka.
W 2015 wystartował w wyborach parlamentarnych jako lider listy wyborczej PO w okręgu chrzanowskim. Otrzymał 20 867 głosów, uzyskując tym samym mandat posła na Sejm VIII kadencji. W konsekwencji zakończył pełnienie funkcji marszałka województwa. W listopadzie 2016 przeszedł do klubu poselskiego Nowoczesnej. W grudniu 2018 przeszedł do klubu Platforma Obywatelska – Koalicja Obywatelska, zostając jego wiceprzewodniczącym. Przystąpił także ponownie do PO. W wyborach w 2019 i 2023 ponownie uzyskiwał mandat poselski, kandydując z ramienia Koalicji Obywatelskiej i otrzymując odpowiednio 18 597 głosów oraz 24 652 głosy. W grudniu 2023 powołany na wiceprzewodniczącego, a w czerwcu 2024 na przewodniczącego komisji śledczej ds. afery wizowej.
W 2024 z ramienia KO bez powodzenia startował w wyborach do Parlamentu Europejskiego z okręgu nr 10.

## Wyniki w wyborach ogólnopolskich
| Wybory | Komitet wyborczy                | Komitet wyborczy           | Organ              | Okręg          | Wynik          |
| ------ | ------------------------------- | -------------------------- | ------------------ | -------------- | -------------- |
| 1997   |                                 | Akcja Wyborcza Solidarność | Sejm III kadencji  | nr 5           | 2758 (0,77%)   |
| 2015   |                                 | Platforma Obywatelska      | Sejm VIII kadencji | nr 12          | 20 867 (7,68%) |
| 2019   |                                 | Koalicja Obywatelska       | Sejm IX kadencji   | nr 12          | 18 597 (5,88%) |
| 2023   | Sejm X kadencji                 | Koalicja Obywatelska       | 24 652 (6,76%)     | nr 12          |                |
| 2024   | Parlament Europejski X kadencji | Koalicja Obywatelska       | nr 10              | 41 170 (2,77%) |                |

## Odznaczenia i wyróżnienia
W 2012 prezydent Bronisław Komorowski odznaczył go Krzyżem Kawalerskim Orderu Odrodzenia Polski. W 2015 został uhonorowany Odznaką Honorową za Zasługi dla Samorządu Terytorialnego. Otrzymał Brązową (2010) i Srebrną (2015) Odznakę „Zasłużony dla Ochrony Przeciwpożarowej”. W 2015 został wyróżniony tytułem „Zasłużony dla Gminy Dąbrowa Tarnowska”.

## Życie prywatne
Jest młodszym bratem księdza Kazimierza Sowy. Jest żonaty z Iwoną, ma dwóch synów.